# Drusa (mineralogía)

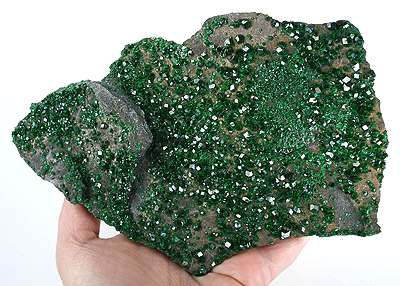
Drusa de uvarovita de los Urales; tamaño: 18.3×13.1×2.0 cm

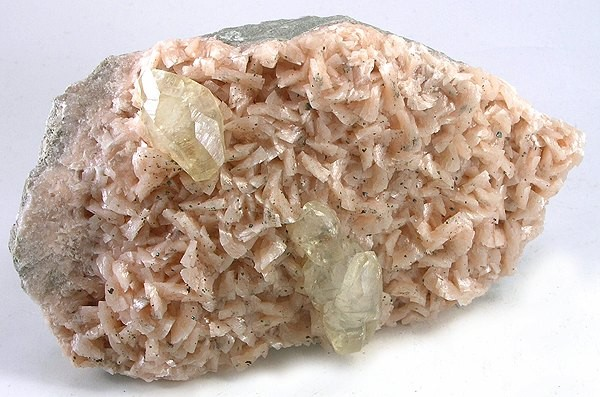
Drusa de dolomita rosa con cristales de calcita amarilla, Cantera Ben Hogan, Condado de Lawrence Zinc District, Arkansas; tamaño: 14.9×8.5×3.7 cm

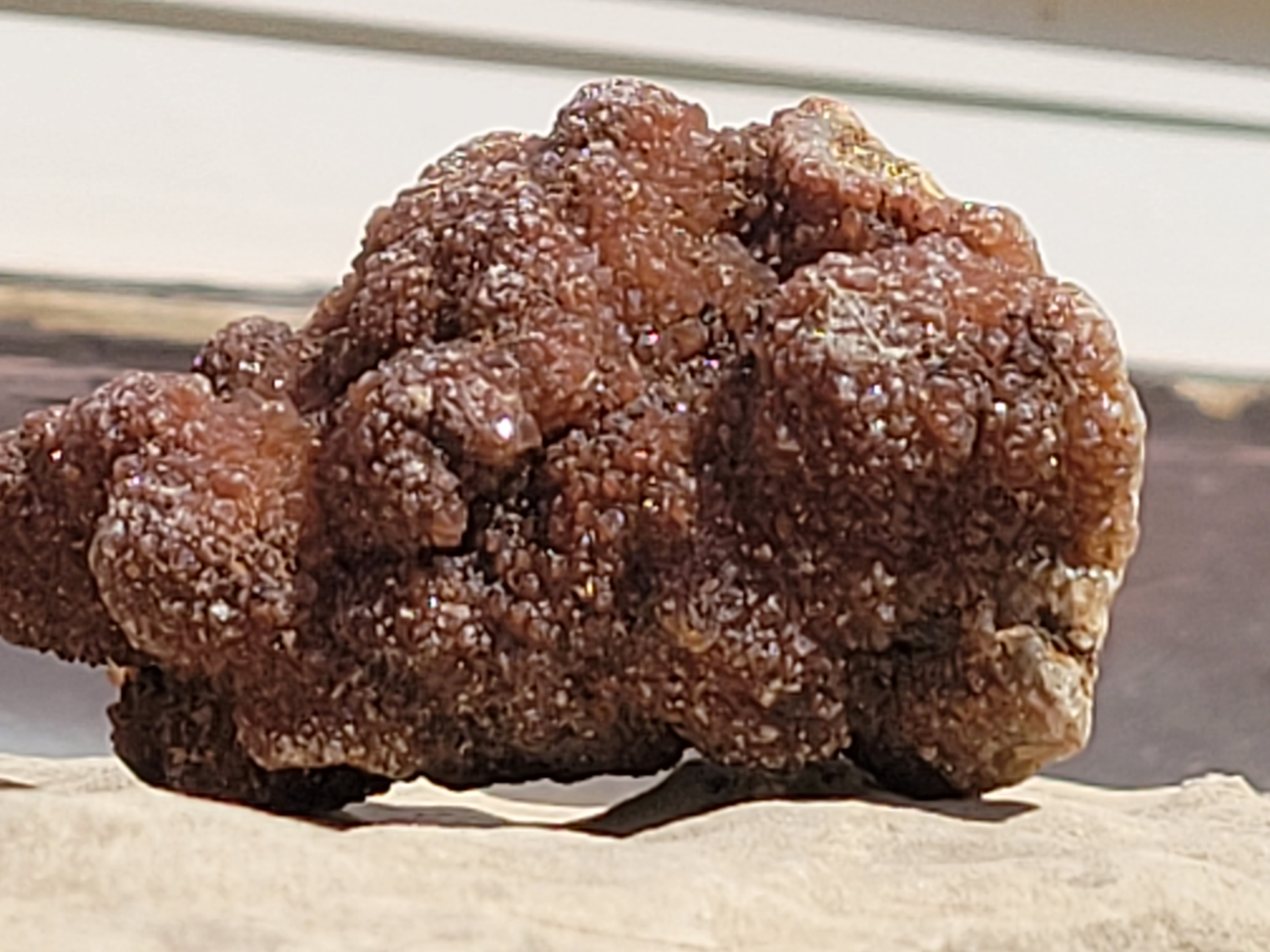
Cuarzo drusa marrón de la Driftless Area en Wisconsin (Richland County)

En geología, drusa es un recubrimiento de finos cristales sobre una roca con fractura superficial, o vena o dentro de una veta o geoda.